# (36365) 2000 OO9
2000 أو أو 9 (ويعرف أيضًا باسم (36365) 2000 أو أو 9 وفق تسمية الكوكب الصغير) (بالإنجليزية: 2000 OO9)‏ هو كويكب ضمن حزام الكويكبات؛ وترتيبه 36365 من حيث الاكتشاف.
اكتُشف هذا الجُرم الفلكي بواسطة جون بروفتون في 30 يوليو 2000.

## وصلات خارجية
- (36365) 2000 OO9 في قاعدة بيانات مختبر الدفع النفاث لأجرام النظام الشمسي الصغيرة

- الاكتشاف · مخطط المدار ·  العناصر المدارية · المعلمات المادية

- (36365) 2000 OO9 على موقع ويكي سكاي: DSS2, SDSS, GALEX, IRAS, Hydrogen α, X-Ray, Astrophoto, Sky Map, Articles and images